# Lenin Preciado
Lenin Preciado Alvarado (Machala, 23 augustus 1993) is een Ecuadoraans judoka die zijn vaderland vertegenwoordigde bij de Olympische Spelen in 2016 (Rio de Janeiro). Daar strandde hij voortijdig in het toernooi van de klasse tot 60 kilogram. Preciado won in 2015 de eerste gouden judomedaille ooit voor Ecuador bij de Pan-Amerikaanse Spelen.

## Erelijst

### Pan-Amerikaanse Spelen
- 2015 – Toronto, Canada (– 60 kg)

### Pan-Amerikaanse kampioenschappen
- 2014 – Guayaquil, Ecuador (– 60 kg)
- 2015 – Edmonton, Canada (– 60 kg)
- 2017 – Panama-Stad, Panama (– 60 kg)